# クルジジャノフ - ストゥデネツ線
クルジジャノフ～ストゥデネツ線（チェコ語: Železniční trať Křižanov–Studenec）は、チェコ国鉄の鉄道線の名称である。路線番号は257。
ストゥデネツ～ヴェルケー・メジルジーチー間は、1886年にオーストリア国鉄によって開業した。その後1953年に、ヴェルケー・メジルジーチー～クルジジャノフ間が延伸開業した。2019年以前は、路線番号が252であった。

## 運行形態
- ジヂャール - クルジジャノフ - ストゥデネツ
クルジジャノフ - ヴェルケー・メジルジーチー停留所間が2時間に1本、ヴェルケー・メジルジーチー停留所 - ストゥデネツ間が4時間に1本、一日6往復の運行。休日はストゥデネツ発着の6往復全てが全線通しの運行となるが、平日は全線通しが3-5往復に限られ、他は全てヴェルケー・メジルジーチー停留所またはヴェルケー・メジルジーチー駅で分断されている。クルジジャノフ以北は250号線のジヂャール方面に直通する。ストゥデネツで、240号線ブルノ方面・イフラヴァ方面双方の普通と接続する。
過去の運行形態
2019年以前は、全線通しが平日1-3往復に限られ、大半がクルジジャノフ - メジルジーチー停留所およびメジルジーチー駅 - ストゥデネツの2系統に分断され、しかもお互いの接続も考慮されていなかった。前者は休日に4時間間隔が空くこともあった。また、250号線の普通ではなくブルノ方面特急と接続していた。後者は、平日6往復、土曜日5往復、休日4往復の運行であった。250号線との直通は一日2往復のみであった。
2019年末に、全線通しが、平日一日2-3往復、休日全列車に増発され、メジルジーチー以北は休日も6往復の運行となった。
2020年末に、平日の全線通しが一日3-5往復に増発された。
2025年度より、全列車がジヂャールに直通する様になった。

## 駅一覧
以下では、チェコ国鉄252号線の駅と営業キロ、停車列車、接続路線などを一覧表で示す。なお、全て各駅停車である。
| 路線名 | 駅名                                             | 駅間営業キロ | 累計営業キロ | 接続路線 | 所在地       | 所在地                             |
| ------ | ------------------------------------------------ | ------------ | ------------ | -------- | ------------ | ---------------------------------- |
| 257    | ストゥデネツ駅                                   | -            | 0.0          | 240号線  | ヴィソチナ州 | トシェビーチ郡                     |
| 257    | ポズヂャチーン駅                                 | 3.1          | 3.1          |          | ヴィソチナ州 | トシェビーチ郡                     |
| 257    | コヤチーン駅                                     | 1.3          | 4.4          |          | ヴィソチナ州 | トシェビーチ郡                     |
| 257    | ブヂショフ・ウ・トルジェビーチェ駅               | 3.5          | 7.9          |          | ヴィソチナ州 | トシェビーチ郡                     |
| 257    | ルヂーコフ駅                                     | 5.9          | 13.8         |          | ヴィソチナ州 | トシェビーチ郡                     |
| 257    | ヴルチャチーン駅                                 | 0.9          | 14.7         |          | ヴィソチナ州 | トシェビーチ郡                     |
| 257    | オスラヴィチカ駅                                 | 2.1          | 16.8         |          | ヴィソチナ州 | ジュジャール・ナド・サーザヴォウ郡 |
| 257    | オスラヴィツェ駅                                 | 3.2          | 20.0         |          | ヴィソチナ州 | ジュジャール・ナド・サーザヴォウ郡 |
| 257    | ヴェルケー・メジルジーチー停留所                 | 2.8          | 22.8         |          | ヴィソチナ州 | ジュジャール・ナド・サーザヴォウ郡 |
| 257    | ヴェルケー・メジルジーチー駅                     | 1.2          | 24.0         |          | ヴィソチナ州 | ジュジャール・ナド・サーザヴォウ郡 |
| 257    | マルチニツェ・ウ・ヴェルケーホ・メジルジーチー駅 | 5.4          | 29.4         |          | ヴィソチナ州 | ジュジャール・ナド・サーザヴォウ郡 |
| 257    | クルジジャノフ駅                                 | 4.4          | 33.8         | 250号線  | ヴィソチナ州 | ジュジャール・ナド・サーザヴォウ郡 |